# Eberhard Probst
Eberhard Probst (ur. 4 czerwca 1955 w Querfurcie, zm. 11 lutego 2024) – wschodnioniemiecki zapaśnik walczący w stylu wolnym. Dwukrotny olimpijczyk. Piąty w Moskwie 1980 i ósmy w Montrealu 1976. Walczył w kategorii 68 kg.
Brązowy medalista mistrzostw świata w 1979 i 1982; czwarty w 1977. Zdobył trzy brązowe medale na mistrzostwach Europy w latach 1976–1979. Wicemistrz świata juniorów w 1975 roku.
Mistrz NRD w latach 1975–1980 i 1983–1985; drugi w 1981 i 1982 roku.